# مزرعه اسکین‌واکر
مزرعه اسکین‌واکر مزرعه ای واقع در جنوب شرقی بالارد، یوتا است که به عنوان محل فعالیت‌های مرتبط با فراهنجار و شیء ناشناس پرنده شناخته می‌شود. نام آن از پوست راهرو افسانه ناواهو در مورد شمن‌باوری انتقام‌جو گرفته شده‌است.

## پیش زمینه
اولین گزارش‌های مشاهده اشیاء پرنده ناشناس (یوفوها) در دهه ۱۹۷۰ یونیتا، یوتا منتشر شد. ادعاهای مربوط به مشاهده اشیاء پرنده ناشناس در مزرعه برای اولین بار در سال ۱۹۹۶ در سالت لیک سیتی، توسط دزرت نیوز و بعداً در هفته نامه جایگزین «لاس وگاس مرکوری» به عنوان مجموعه ای از مقالات توسط روزنامه‌نگار تحقیقی جرج کنپ منتشر شد. این گزارش‌های اولیه ادعاهای خانواده‌ای را که گفته می‌شود پس از خرید و تصرف ملک، حوادث غیرقابل توضیح و ترسناکی را تجربه کرده‌اند شرح می‌دهد.
این مزرعه، واقع در غرب شهرستان یینتا، یوتا در مرز منطقه سرخپوستان اوینتاه و آوری است، به دلیل تاریخی ظاهراً ۵۰ ساله از رویدادهای عجیب و غریبی که در آنجا اتفاق افتاده، در میان مردم به مزرعه بشقاب پرنده نامیده می‌شود. به گفته روزنامه‌نگاران کلهر و کنپ، آنها شواهدی از نزدیک به ۱۰۰ حادثه را دیدند یا بررسی کردند که شامل ناپدید شدن و مثله شدن گاو، مشاهده اشیاء پرنده یا گوی‌های ناشناس و اشیاء نامرئی، حیوانات بزرگ با چشمان قرمز نافذ که آنها می‌گویند در هنگام اصابت گلوله آسیب ندیده‌اند. سرهنگ بازنشسته ارتش ایالات متحده جان بی الکساندر در تلاش بود با استفاده از دلایل علمی اتفاقات گزارش شده را به انتشار گازهای سمی از زمین و توهم ربط دهد. با این حال، محققین اعتراف کردند که «در به دست آوردن شواهد مطابق با دلایل علمی مشکل دارند».
هنگامی که رابرت بیگلو، بنیانگذار مؤسسه ملی علوم اکتشاف، مزرعه را به قیمت ۲۰۰۰۰۰ دلار در سال ۱۹۹۶ خریداری کرد، ظاهراً متقاعد شد و به این نتیجه رسید که داستان‌های عجیب و غریب شامل مثله کردن، نورها و آثار غیرمعمول ایجاد شده در چمن و خاک توسط خانواده مالک سابق مزرعه تری شرمن نقل شده‌است.

## کتاب و بودجه
در سال ۲۰۰۵، کولم کلهر و جورج کنپ یکی از نویسندگان، کتابی به نام «شکار برای اسکین‌واکر» منتشر کردند که در آن، مزرعه ای را که توسط بیگلو برای مطالعه مشاهدات یوفوها، موجودات شبیه پاگنده، گوی‌های درخشان و ارواح خبیث گزارش شده توسط صاحبان سابق مزرعه را توصیف می‌کنند.
کتاب کلهر و کنپ توسط جیمز لاکاتسکی آژانس اطلاعات دفاعی مطالعه شد و بعداً با بیگلو تماس گرفتند و اجازه بازدید از مزرعه را خواستند. لاکاتسکی در آنجا یک تجربه ماوراء طبیعی داشت که بیگلو آن را به دوستش هری رید منتقل کرد. رید و تد استیونز، تجربه کننده بشقاب پرنده، به سرعت پذیرفتند که مزرعه مستحق توجه است و بخشی از بودجه وزارت دفاع با اختصاص ۲۲ میلیون دلار را برای مطالعه پدیده‌های هوایی ناشناس قرار دادند.

## بازخورد
نویسنده شکاک رابرت شیفر معتقد است که پدیده در اسکین‌واکر «تقریباً مطمئناً توهمی» است، با توجه به اینکه NIDsci پس از چندین سال نظارت هیچ مدرکی پیدا نکرد و صاحبان قبلی این ملک که ۶۰ سال در آنجا زندگی کرده بودند، می‌گویند که هیچ رویداد فراطبیعی از هر نوعی در آنجا اتفاق نیفتاده است. شیفر می‌گوید خانواده شرمن داستان را «پیش از فروش آن به بیگلو ساده لوح» با بسیاری از ادعاهای خارق‌العاده تر اختراع کردند.
در سال ۱۹۹۶، شک‌گرایی جیمز رندی به خاطر تأمین مالی خرید مزرعه و حمایت از جان ای. مک و تحقیقات باد هاپکینز به عنوان سازمان تأمین مالی که از بیهوده‌ترین مطالعه در مورد یک ادعا ماوراء طبیعی یا مخفی حمایت کرد.
در سال ۲۰۲۳، یوفوشناس بری گرین وود در انجمن اکتشافات علمی، از برنامه تحقیقاتی ۲۲ میلیون دلاری به رهبری جیمز لاکاتسکی انتقاد کرد. او بر نبود هیچ مدرک مستندی از مزرعه پس از چندین دهه کاوش تأکید کرد و اسکین‌واکر را «همیشه در تجارت فروش باور و امید» توصیف کرد.

## مالکیت
- ۱۹۳۴ – ۱۹۹۴ – کنت و ادیت مایرز
- ۱۹۹۴ – ۱۹۹۶ – تری و گوئن شرمن[۱۵]
- ۱۹۹۶ – ۲۰۱۶ – رابرت بیگلو[۱۵]
- ۲۰۱۶ – حال - براندون فوگال،[۱۶] از طریق املاک آدامانتیوم[۱۷][۱۸]

در سال ۲۰۱۶، بیگلو مزرعه اسکین‌واکر را به املاک آدامانتیوم فروخت. پس از این خرید، راه‌های منتهی به مزرعه مسدود شد، محیط اطراف توسط دوربین‌ها و سیم خاردار محافظت شد و تابلوهایی نصب شد که هدفشان جلوگیری از نزدیک شدن مردم به مزرعه بود.
املاک آدامانتیوم، یک دلاور شرکت مسئولیت محدود مستقر در سالت لیک سیتی، یوتا، یک درخواست علامت تجاری ایالات متحده برای علامت خدمات «مزرعه اسکین‌واکر» در ۱۵ فوریه ۲۰۱۷ ثبت کرد و در ۱۴ آوریل تأیید و ثبت شد. یک پرونده علامت تجاری اضافی برای گسترش استفاده از «فنجان و لیوان، پیراهن و پیراهن آستین کوتاه، کلاه و کلاه ورزشی» توسط املاک آدامانتیوم در ۲۱ ژوئن ۲۰۲۱ ثبت شد و در ۱۲ ژوئیه ۲۰۲۲ تأیید و ثبت شد.
در مارس ۲۰۲۰، براندون فوگال، ۴۶ ساله، سرمایه‌دار املاک و مستغلات یوتا، مالکیت مزرعه را اعلام کرد. در سال ۲۰۲۲، فوگال اعلام کرد که با مؤسسه موزه هوچینگ در لحی، یوتا همکاری می‌کند، که برای «درک بهتر محیط و اهمیت تاریخی» مزرعه طراحی شده‌است.

## در رسانه
| عنوان                                                      | سال        | نوع      | شرح |
| ---------------------------------------------------------- | ---------- | -------- | --- |
| نوارهای گمشده                                              | ۲۰۰۹       | تلویزیون | تصویری تخیلی از مزرعه در رویارویی با اسکین‌واکر و قهرمان‌های داستان نمایش داده می‌شود. |
| جو روگان همه چیز را زیر سؤال می‌برد                         | ۲۰۱۳       | تلویزیون | مزرعه اسکین‌واکر در قسمت ۵ نشان داده شده‌است. |
| مزرعه اسکین‌واکر                                            | ۲۰۱۳       | فیلم     | بر اساس فولکلور اطراف مزرعه. |
| شکار اسکین‌واکر                                             | ۲۰۱۸       | فیلم     | مستندی به دنبال تاریخچه پدیده‌های ادعا شده در مزرعه، از جمله شهادت مردم محلی و دوستان شرمن‌ها. |
| پورتال‌های جهنم                                             | ۲۰۱۹       | تلویزیون | مسافرخانه رودخانه توت فرنگی که در این اپیزود به نمایش درآمده است، در فاصله‌ای دور از مزرعه قرار دارد و ادعا می‌شود که همان پدیده‌های ماوراء الطبیعه را تجربه می‌کند که اسکین‌واکر رانچ دارد. |
| پروژه کتاب آبی                                             | ۲۰۲۰       | تلویزیون | دارای مزرعه اسکین‌واکر در فصل ۲ قسمت ۷ شامل عناصر ادعاهای مختلف، مانند یک گرگ مرموز و اشیاء متحرک. |
| بیگانگان باستانی                                           | ۲۰۲۰       | تلویزیون | مزرعه اسکین‌واکر را در ارتباط با نظریه‌های ادعایی دگرپیکری و فضانوردان باستان ذکر می‌کند. (قسمت: رمز و راز مزرعه اسکین‌واکر) |
| راز مزرعه اسکین‌واکر ("نفرین مزرعه اسکین واکر» در بریتانیا) | ۲۰۲۰-اکنون | تلویزیون | یک سریال تلویزیونی در شبکه هیستوری، با حضور «تیمی از دانشمندان و متخصصان» که از علم و فناوری مانند لیزر، رادار زمین‌نفوذ و دمانگاری در جستجوی آنها استفاده می‌کند. اموال، تلاش برای توضیح ادعاهای مشاهده یوفو، دورنمای رویه‌های پراکنده تهاجمی روی جانوران و رویدادهای ماوراء الطبیعه. فصل اول شامل هشت قسمت است. فصل دوم شامل هشت قسمت است که در مارس ۲۰۲۱ پخش شد. این سریال برای فصل ۳ در ژوئن ۲۰۲۲ تمدید شد. که شامل ده قسمت است. |
| بشقاب پرنده                                                | ۲۰۲۱       | تلویزیون | قسمت ۱۰۲ شرحی از خرید رابرت بیگلو و مطالعه علمی NIDSci در مورد مزرعه اسکین‌واکر ارائه می‌دهد. |
| حذف گله                                                    | ۲۰۲۲       | موسیقی   | متن آهنگ "Herd Culling" از آلبوم پورکیوپین تری بسته شدن/ادامه از مزرعه اسکین‌واکر الهام گرفته شده‌است. |

## برای مطالعهٔ بیشتر
- چرا یک غول املاک و مستغلات میلیونر مزرعه اسکین‌واکر را خرید؟
- براندون فوگال - مالک سوپراسپرت و مباشر مزرعه اسکین‌واکر بایگانی‌شده  در ۲۰۲۱-۰۳-۲۰ توسط Wayback Machine